# Lunar 100

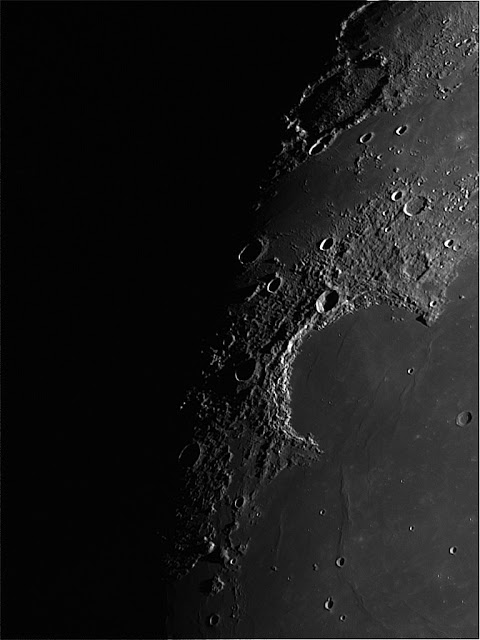
L14 Sinus Iridum

El Lunar 100 ( L100 ) es una lista de los cien hitos observacionales más interesantes de la Luna.
Este listado de objetos lunares lo propuso Charles A. Wood a través de su artículo "The Lunar 100" de la revista Sky & Telescope de abril de 2004.
El propósito de Wood al crear este listado, era dotar a los aficionados de la astronomía de un catálogo similar al popular  Catálogo de Messier de objetos de cielo profundo, pero en este caso, para la observación de la Luna.
Cada hito viene nombrado con la letra L mayúscula y a continuación un número del 1 al 100, ordenados en orden creciente de dificultad de observación. Los objetos a observar son cráteres, mares, rimas, montañas...
Así, L1 es lo más obvio, la observación de la propia Luna en fase llena para tratar de discernir en ella (pese a la dificultad por la falta de contrastes) los mares y cráteres más importantes, L2 es la observación de la  luz cenicienta, L3 consiste en la observación del contraste entre el color oscuro de los mares y las partes altas más claras, etc. A partir del L4 nos encontramos con accidentes naturales concretos como el cráter Tycho (L6), la grieta Vallis Schröteri (L17) o los Montes Leibnitz (L96). Hasta llegar al L100 que son los remolinos del Mare Marginis.
| L    | Objeto                              | Descripción                                                                      | Latitud (º) | Longitud (º) | Medida (km) |
| ---- | ----------------------------------- | -------------------------------------------------------------------------------- | ----------- | ------------ | ----------- |
| L1   | Luna                                | La Luna llena                                                                    |             |              | 3.476       |
| L2   | Luz cenicienta                      | La luz del Sol reflejada por la Tierra                                           |             |              |             |
| L3   | Dicotomía Mares/Elevaciones         | El contraste entre el color oscuro de los mares y las partes altas más claras    |             |              |             |
| L4   | Apeninos                            | La cordillera que se encuentra al sudoeste del Mar Imbrium                       | 18,9 N      | 3,7 O        | 70          |
| L5   | Copernicus                          | El arquetipo de cráter complejo                                                  | 9,7 N       | 20,1 O       | 93          |
| L6   | Tycho                               | Gran cráter y sistema de rayos de impacto                                        | 43,4 S      | 11,1 O       | 85          |
| L7   | Rupes Altai                         | Escarpados en el borde del Mare Nectaris                                         | 24,3 S      | 22,6 E       | 425         |
| L8   | Theophilus, Cyrillus, Catharina     | Secuencia de cráteres que ilustran etapas de degradación                         | 13,2 S      | 24,0 E       |             |
| L9   | Clavius                             | Cráter con pared exterior pequeña en relación con su medida                      | 58,8 S      | 14,1 W       | 225         |
| L10  | Mare Crisium                        | Mar contenido en una gran cuenca circular                                        | 18,0 N      | 59,0 E       | 540         |
| L11  | Aristarchus                         | Cráter muy brillante con bandas oscuras en sus paredes                           | 23,7 N      | 47,4 W       | 40          |
| L12  | Proclus                             | Rayos de impacto oblicuos                                                        | 16,1 N      | 46,8 E       | 28          |
| L13  | Gassendi                            | Cráter con el suelo fracturado                                                   | 17,6 S      | 40,1 W       | 101         |
| L14  | Sinus Iridum                        | Gran cráter al que le falta un borde                                             | 45,0 N      | 32,0 W       | 260         |
| L15  | Rupes Recta                         | El mejor ejemplo de pared lunar                                                  | 21,8 S      | 7,8W         | 110         |
| L16  | Petavius                            | Cráter con el fondo elevado y fracturado                                         | 25,1 S      | 60,4 E       | 177         |
| L17  | Vallis Schröteri                    | Gran rima sinuosa                                                                | 26,2 N      | 50,8 W       | 168         |
| L18  | Bordes oscuros del Mare Serenitatis | Diferentes áreas del mar de diferente composición                                | 17,8 N      | 23,0 E       |             |
| L19  | Vallis Alpes                        | Rima lunar                                                                       | 49,0 N      | 3,0 E        | 165         |
| L20  | Posidonius                          | Cráter con el suelo fracturado                                                   | 31,8 N      | 29,9 E       | 95          |
| L21  | Fracastorius                        | Cráter con el suelo hundido y fracturado                                         | 21,5 S      | 33,2 E       | 124         |
| L22  | Meseta de Aristarchus               | Misteriosa región elevada sobre un manto de roca piroclástica                    | 26.0 N      | 51,0 W       | 150         |
| L23  | Montes Pico                         | Fragmento aislado del anillo de Imbrium                                          | 45,7 N      | 8,9 W        | 25          |
| L24  | Rima Hyginus                        | Rima que contiene fosas de hundimiento sin bordes                                | 7,4 N       | 7,8 E        | 220         |
| L25  | Messier y Messier A                 | Par de impactos de rebote oblicuo                                                | 1,9 S       | 47,6 E       | 11          |
| L26  | Mare Frigoris                       | Mar arqueado de origen incierto                                                  | 56,0 N      | 1,4 E        | 1600        |
| L27  | Archimedes                          | Gran cráter sin pico central                                                     | 29,7 N      | 4,0 W        | 83          |
| L28  | Hipparchus                          | Primer dibujo de un cráter solitario                                             | 5,5 S       | 4,8 E        | 150         |
| L29  | Rima Ariadaeus                      | Rima larga y lineal                                                              | 6,4 N       | 14,0 E       | 250         |
| L30  | Schiller                            | Posible impacto oblicuo                                                          | 51,9 S      | 39,0 W       | 180         |
| L31  | Taruntius                           | Cráter joven con el suelo fracturado                                             | 5,6 N       | 4,65 E       | 56          |
| L32  | Arago Alpha & Beta                  | Elevaciones volcánicas                                                           | 6,2 N       | 21,4 E       | 26          |
| L33  | Serpentine Ridge                    | Segmento del anillo interior de una cuenca                                       | 27,3 N      | 25,3 E       | 155         |
| L34  | Lacus Mortis                        | Cráter peculiar con rima y cresta                                                | 45,0 N      | 27,2 E       | 152         |
| L35  | Rimae Triesnecker                   | Sistema de rimas                                                                 | 4,3 N       | 4,6 E        | 215         |
| L36  | Cuenca Grimaldi                     | Cuenca pequeña con doble anillo                                                  | 5,5 S       | 68,3 W       | 440         |
| L37  | Bailly                              | Cuenca que casi no se distingue                                                  | 66,5 S      | 69,1 W       | 303         |
| L38  | Sabine & Ritter                     | Posibles impactos gemelos                                                        | 1,7 N       | 19,7 E       | 30          |
| L39  | Schickard                           | Rayos de eyección en el suelo oriental del cráter                                | 44,3 S      | 55,3 W       | 227         |
| L40  | Rima Janssen                        | Ejemplo raro de rima en las tierras altas                                        | 45,4 S      | 39,.3 E      | 190         |
| L41  | Rayo de Bessel                      | Rayo de origen indeterminado al lado de Bessel                                   | 21,8 N      | 17,9 E       |             |
| L42  | Domos Marius                        | Complejo de domos y montículos de origen volcánico                               | 12,5 N      | 54,0 O       | 125         |
| L43  | Wargentin                           | Cráter lleno hasta el borde de lava o eyecciones                                 | 49,6 S      | 60,2 O       | 84          |
| L44  | Mersenius                           | Cráter de planta convexa tallada por cráteres secundarios                        | 21,5 S      | 49,2 O       | 84          |
| L45  | Maurolycus                          | Región saturada de cráteres                                                      | 42,0 S      | 14,0 E       | 114         |
| L46  | Pico central de Regiomontanus       | Pico de posible origen volcánico                                                 | 28,0 S      | 0,6 O        | 124         |
| L47  | Manchas oscuras de Alphonsus        | Zonas oscuras debidas a erupciones en el suelo del cráter                        | 13,7 S      | 3,2 O        | 119         |
| L48  | Región Cauchy                       | Fallas, rimas y domos                                                            | 10,5 N      | 38,0 E       | 130         |
| L49  | Gruithuisen Gamma y Delta           | Domos volcánicos formados por lava viscosa                                       | 36,3 N      | 40,0 O       | 20          |
| L50  | Llanos de Cayley                    | Suaves y ligeros llanos de origen incierto                                       | 4,0 N       | 15,1 E       | 14          |
| L51  | Catena Davy                         | Resultados de impactos de fragmentos de un cometa                                | 11,1 S      | 6,6 O        | 50          |
| L52  | Crüger                              | Posible caldera volcánica                                                        | 16,7 S      | 66,8 O       | 45          |
| L53  | Lamont                              | Posible cuenca enterrada                                                         | 4,4 N       | 23,7 E       | 106         |
| L54  | Rimae Hippalus                      | Rimas concéntricas al Mare Humorum                                               | 24,5 S      | 29,0 O       | 240         |
| L55  | Baco                                | Cráter liso en una llanura circundante                                           | 51,0 S      | 19,1 E       | 69          |
| L56  | Mare Australe                       | Antigua cuenca parcialmente inundada                                             | 49,8 S      | 84,5 E       | 880         |
| L57  | Reiner Gamma                        | Remolino conspiscuo con anomalía magnética                                       | 7,7 N       | 59,2 O       | 70          |
| L58  | Vallis Rheita                       | Valle formado por una cadena de cráteres superpuestos                            | 42,5 S      | 51,5 E       | 68          |
| L59  | Cuenca de Schiller-Zucchius         | Cuenca muy degradada y poco visible                                              | 56,0 S      | 45,0 O       | 335         |
| L60  | Dome Kies Pi                        | Domo volcánico                                                                   | 26,9 S      | 24,2 O       | 45          |
| L61  | Mösting A                           | Cráter simple cerca del centro de la cara visible de la Luna                     | 3,2 S       | 5,2 W        | 13          |
| L62  | Rümker                              | Gran elevación volcánica                                                         | 40,8 N      | 58,1 W       | 70          |
| L63  | Escultura Imbrium                   | Cuencas de Boscovich, Julius Caesar y sus entornos cubiertos de eyecciones       | 11,0 N      | 12,0 E       |             |
| L64  | Descartes                           | Lugar de aterrizaje del Apolo 16; Supuesta región volcánica de las tierras altas | 11,7 S      | 15,7 E       | 48          |
| L65  | Domos Hortensius                    | Campo de domos al norte de Hortensius                                            | 7,6 N       | 27,9 W       | 10          |
| L66  | Rima Hadley                         | Canal de lava cerca del sitio de aterrizaje del Apolo 15                         | 25,0 N      | 3,0 E        |             |
| L67  | Formación Fra Mauro                 | Lugar de aterrizaje del Apolo 14 a la eyección de Imbrium                        | 3,6 S       | 17,5 W       |             |
| L68  | Flamsteed P                         | Propuesta de cráter volcánico joven y sitio de aterrizaje del Surveyor 1         | 3,0 S       | 44,0 W       | 112         |
| L69  | Cráteres secundarios de Copernicus  | Rayos y pequeños cráteres cerca de Pytheas                                       | 19,6 N      | 19,1 W       | 4           |
| L70  | Mare Humboldtianum                  | Cuenca de impacto con diversos anillos                                           | 57,0 N      | 80,0 E       | 650         |
| L71  | Manto oscuro de Sulpicius Gallus    | Erupciones de ceniza al noroeste del cráter                                      | 19,6 N      | 11,6 E       | 12          |
| L72  | Cráteres de halo oscuro de Atlas    | Cavidades volcánicas explosivas en el suelo de Atlas                             | 46,7 N      | 44,4 E       | 87          |
| L73  | Mare Smythii                        | Mar de difícil observación                                                       | 2,0 S       | 87,0 E       | 740         |
| L74  | Copernicus H                        | Cráter de impacto con halo oscuro                                                | 6,9 N       | 18,3 W       | 5           |
| L75  | Ptolemaeus B                        | Depresión al nivel de suelo de Ptolemaeus                                        | 8,0 S       | 0,8 W        | 16          |
| L76  | W. Bond                             | Gran cráter degradado por la eyección del Imbrium                                | 65,3 N      | 3,7 E        | 158         |
| L77  | Rimae Sirsalis                      | Rimas radiales procedentes de la cuenca de Procellarum                           | 15,7 S      | 61,7 W       | 425         |
| L78  | Lambert R                           | Cráter 'fantasma' enterrado                                                      | 23,8 N      | 20,6 W       | 54          |
| L79  | Sinus Aestuum                       | Manto oscuro de depósitos volcánicos                                             | 12,0 N      | 3,5 W        | 90          |
| L80  | Cuenca Orientale                    | La cuenca de impacto más joven                                                   | 19,0 S      | 95,0 W       | 930         |
| L81  | Hesiodus A                          | Cráter concéntrico                                                               | 30,1 S      | 17,0 W       | 15          |
| L82  | Linné                               | Cráter pequeño que se había supuesto desaparecido                                | 27,7 N      | 11,8 E       | 2,4         |
| L83  | Cráteres pequeños de Plato          | Agujeros de cráter al límite de la detección                                     | 51,6 N      | 9,4 W        | 101         |
| L84  | Pitatus                             | Cráter con rimas concéntricas                                                    | 29,8 S      | 13,5 W       | 97          |
| L85  | Rayos Langrenus                     | Sistema de rayos antiguos                                                        | 8,9 S       | 60,9 E       | 132         |
| L86  | Rimae Prinz                         | Sistema de rimas cerca del cráter Prinz                                          | 27,0 N      | 43,0 W       | 46          |
| L87  | Humboldt                            | Cráter con pico central y manchas oscuras                                        | 27,0 S      | 80,9 E       | 207         |
| L88  | Peary                               | Cráter polar de difícil observación                                              | 88,6 N      | 33,0 E       | 74          |
| L89  | Domo Valentine                      | Construcción volcánica                                                           | 30,5 N      | 10,1 E       | 30          |
| L90  | Armstrong, Aldrin & Collins         | Cráteres pequeños cercanos a donde aterrizó el Apolo 11                          | 1,3 N       | 23,7 E       | 3           |
| L91  | Rimae de Gasparis                   | Área con muchas rimas                                                            | 25,9 S      | 50,7 W       | 30          |
| L92  | Vallis Gylden                       | Parte de la escultura radial de Imbrium                                          | 5,1 S       | 0.7 E        | 47          |
| L93  | Rayos de Dionysius                  | Rayos poco usuales y oscuros                                                     | 2,8 N       | 17,3 E       | 18          |
| L94  | Drygalski                           | Zona de cráteres del Polo Sur                                                    | 79,3 S      | 84,9 W       | 162         |
| L95  | Cuenca Procellarum                  | La cuenca más grande de la Luna                                                  | 23,0 N      | 15,0 W       | 3200        |
| L96  | Montes Leibnitz                     | Borde de la cuenca del Polo Sur (Aitken)                                         | 85,0 S      | 30,0 E       |             |
| L97  | Vallis Inghirami                    | Cuenca de eyección de Mare Orientale                                             | 44,0 S      | 73,0 W       | 140         |
| L98  | Flujo de lava del Imbrium           | Borde del flujo de lava del Mare Imbrium                                         | 32,8 N      | 22,0 W       |             |
| L99  | Ina                                 | Caldera volcánica joven con forma de D                                           | 18,6 N      | 5,3 E        | 3           |
| L100 | Remolinos en Mare Marginis          | Posible campo de depósitos magnéticos                                            | 18,5 N      | 88,0 E       |             |

Tabla